# Pennsylvania Station (Baltimore)

Estação de Baltimore Pennsylvania  (geralmente referida como Penn Station) é o principal centro de transporte em Baltimore, Maryland. Projetada  pelo arquiteto nova-iorquino Kenneth MacKenzie Murchison (1872-1938), foi construída em 1911 no estilo Beaux-Arts para a Pennsylvania Railroad. Está localizada no número  1515 da rua Charles, cerca de 2,4 km ao norte do centro da cidade e de Inner Harbor, entre o bairro de Mount Vernon ao sul, e a Estação Norte ao norte. Originalmente chamada Union Station porque servia a Pennsylvania Railroad e a Western Maryland Railway, foi renomeada para cumprir o padrão de outras estações da Pensilvânia em 1928.

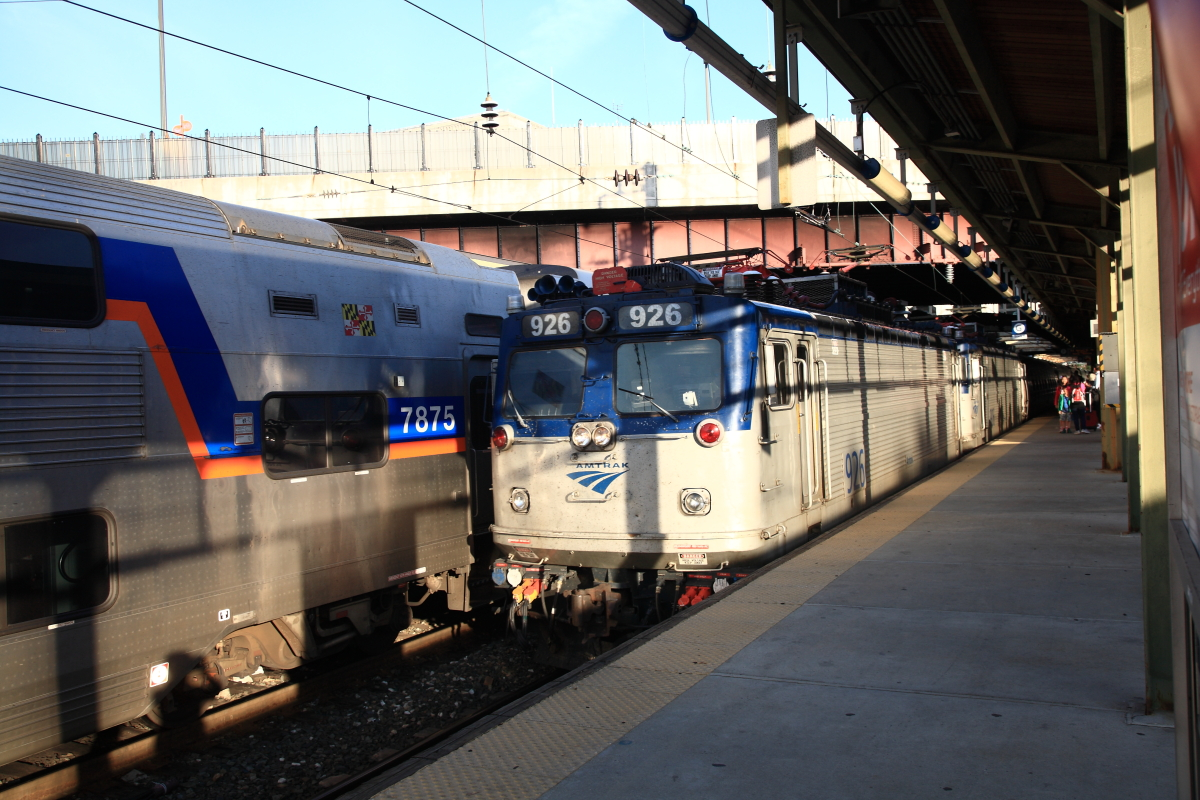
VLT da estação Penn de Baltimore

Serviços
| Pennsylvania Station (atual)                                                                                           | Pennsylvania Station (atual) | Pennsylvania Station (atual)             | Pennsylvania Station (atual) | Pennsylvania Station (atual)                                                                     |
| Estação antes | Estação antes                |                                          | Estação depois               | Estação depois                                                                                   |
| --- | ---------------------------- | ---------------------------------------- | ---------------------------- | ------------------------------------------------------------------------------------------------ |
| BWI Rail Station na direção Washington D.C.                                                                            |                              | Acela                                    |                              | Wilmington na direção Boston South                                                               |
| BWI Rail Station na direção Washington D.C.                                                                            |                              | Vermonter                                |                              | Wilmington na direção St. Albans station (Vermont)                                               |
| Washington D.C. na direção Chicago                                                                                     |                              | Cardinal                                 |                              | Wilmington na direção Nova Iorque                                                                |
| Washington D.C. na direção Charlotte station (Amtrak)                                                                  |                              | Carolinian                               |                              | Wilmington na direção Nova Iorque                                                                |
| BWI Rail Station operação de uma via                                                                                   |                              | Crescent                                 |                              | Wilmington na direção Nova Iorque                                                                |
| BWI Rail Station na direção Savannah station (Amtrak)                                                                  |                              | Palmetto                                 |                              | Wilmington na direção Nova Iorque                                                                |
| Washington D.C. na direção Miami station (Amtrak)                                                                      |                              | Silver Meteor                            |                              | Wilmington na direção Nova Iorque                                                                |
| BWI Rail Station na direção Norfolk station (Amtrak), Newport News Transportation Center ou Roanoke station (Virginia) |                              | Northeast Regional                       |                              | Aberdeen station (Maryland) na direção Boston South ou Springfield Union Station (Massachusetts) |
| Estação antes | Estação antes                | MARC Train                               | Estação depois               | Estação depois                                                                                   |
| West Baltimore station na direção Washington D.C.                                                                      |                              | Linha Penn                               |                              | Martin State Airport station na direção Perryville station                                       |
| Estação antes | Estação antes                | MTA/MDOT Maryland Transit Administration | Estação depois               | Estação depois                                                                                   |
| Mt. Royal/MICA station na direção Camden Station                                                                       |                              | VLT de Baltimore Penn–Camden Shuttle     |                              | Terminal                                                                                         |